# Hans-Olof Nilsson
Hans-Olof Nilsson, född 22 december 1956, är en svensk fackföreningsledare. Han var förbundsordförande för fackförbundet Livsmedelsarbetareförbundet (Livs) under åren 2005-2017. Nilsson är sedan 2007 ordförande för den Internationella Unionen för livsmedels-, njutningsmedels-, och lantarbetareförbund samt förbund inom hotell- och restaurangbranschen (IUL). Nilsson blev 2009 omvald som förbundsordförande för Livs. 2012 blev han omvald för fem nya år som IUL:s ordförande. 2013 omvaldes Nilsson ånyo för en ny period som ordförande för Livs. Han lämnade uppdraget som Livs ordförande vid kongressen 2017 för att gå i pension.
Nilsson var till och med 2015 också ordförande för Livsmedelsarbetarnas Nordiska Union. Han har tidigare haft styrelseuppdrag i Folksam SAK samt AMF.
Nilsson började 1972 arbeta på KF:s slakteri och invaldes 1974 i KF:s klubbstyrelse vid 18 års ålder. Han utsågs 1976 till klubbordförande och blev 1983 ombudsman för avdelning 3 i Eslöv. År 2000 anställdes han på Livs förbundskontor och valdes 2001 till andre ordförande för Livs. År 2009 invaldes Nilsson i AMF:s styrelse.